# 東瀛紀事 (楊廷理)
《東瀛紀事》又稱《東瀛記績》，清楊廷理所著。該書記錄了楊廷理參與處理林爽文事件的經過，具有史料價值。另外書中也寫下了楊廷理試圖推斷林爽文事件的起因，以及指陳吏治腐敗的現象之內容。